# Épidémie de variole de 735-737 au Japon
L'épidémie de variole de 735-737 au Japon (天平の疫病大流行, Tenpyō no ekibyō dairyūkō, litt. « épidémie de l'ère Tenpyō ») est une épidémie majeure de variole qui frappa une grande partie du Japon à l'époque de Nara. L'épidémie tue environ un tiers de la population japonaise et a des répercussions sociales, économiques et religieuses majeures dans tout le pays.

## Contexte et précédents
Vers le IIe siècle ap. J. C., la population chinoise atteint les 50 millions d'habitants, et fluctue autour de ce chiffre jusqu'en l'an 1000. La variole s'établit de façon endémique, dans la région fluviale du Yangtse, la plus densément peuplée.
Le Japon est alors un archipel composé d'îles inhabitées, avec moins de 5 millions d'habitants durant le premier millénaire (environ 3 millions vers 650). La plupart des îles étaient trop petites et la population peu dense pour maintenir une variole endémique. Il y avait toutefois des introductions répétées provenant de Chine et de Corée.
Au VIe siècle, les relations commerciales et culturelles entre le continent et le Japon se renforcent. Le bouddhisme est introduit de la Corée au Japon en 552, les premières introductions de variole datent de la même période (à partir de 585), ce qui suscite des discussions religieuses sur l'attribution de la variole aux anciens dieux shintoïstes ou au nouveau Bouddha.
La première grande ville japonaise, Nara est fondée en 710. C'est alors la capitale du Japon, avec près de 200 000 habitants dont 10 000 fonctionnaires gouvernementaux.

## Origines et déroulement
Quelques décennies avant l'épidémie, les autorités judiciaires japonaises adoptent la politique chinoise de signalement des épidémies au sein de la population générale. Cette pratique d'enregistrement facilite grandement l'identification de la variole comme étant la maladie ayant frappé le Japon au cours des années 735-737.
Les contacts accrus entre le Japon et le continent asiatique entrainent des flambées de maladies infectieuses plus fréquentes et plus graves. L'épidémie de variole de 735-737 a été enregistrée comme s'étant installée vers le mois d'août 735 dans la ville de Dazaifu, dans la préfecture de Fukuoka, dans le nord de Kyūshū, où l'infection a été ostensiblement apportée par un pêcheur japonais ayant contracté la maladie après avoir été bloqué dans la péninsule de Corée. La maladie se propage ensuite rapidement dans le nord de Kyūshū et persiste jusqu'à l'année suivante. En 736, de nombreux locataires de terres à Kyūshū meurent ou abandonnent leurs récoltes, conduisant à de mauvais rendements agricoles et, par conséquent, à une famine,.
De plus, en 736, un groupe de responsables gouvernementaux japonais traverse le nord de Kyūshū alors que l'épidémie s'intensifie. Alors que des membres du groupe tombent malades et meurent, le groupe renonce à sa mission prévue dans la péninsule coréenne. De retour dans la capitale, les responsables, porteurs de la variole, propagent la maladie dans l'est du Japon et à Nara. La maladie continue de ravager le Japon en 737. Manifestation du grand impact de la pandémie, une exonération fiscale est étendue à l'ensemble du Japon en août 737.
Sur la base des rapports fiscaux, la mortalité adulte pour l'épidémie de variole de 735–737 est estimée entre 25 % et 35 % de la population totale du Japon, certaines régions connaissant des taux beaucoup plus élevés. Tous les niveaux de la société sont touchés. De nombreux nobles de la cour meurent à cause de la variole en 737, y compris les quatre frères du clan Fujiwara politiquement puissant : Fujiwara no Muchimaro (680-737), Fujiwara no Fusasaki (681-737), Fujiwara no Umakai (694-737) et Fujiwara no Maro (695-737). Leur disparition soudaine de la cour royale permet l'ascension de leur célèbre rival Tachibana no Moroe à un poste officiel de haut rang à la cour de l'empereur Shōmu.

## Conséquences

### Directes

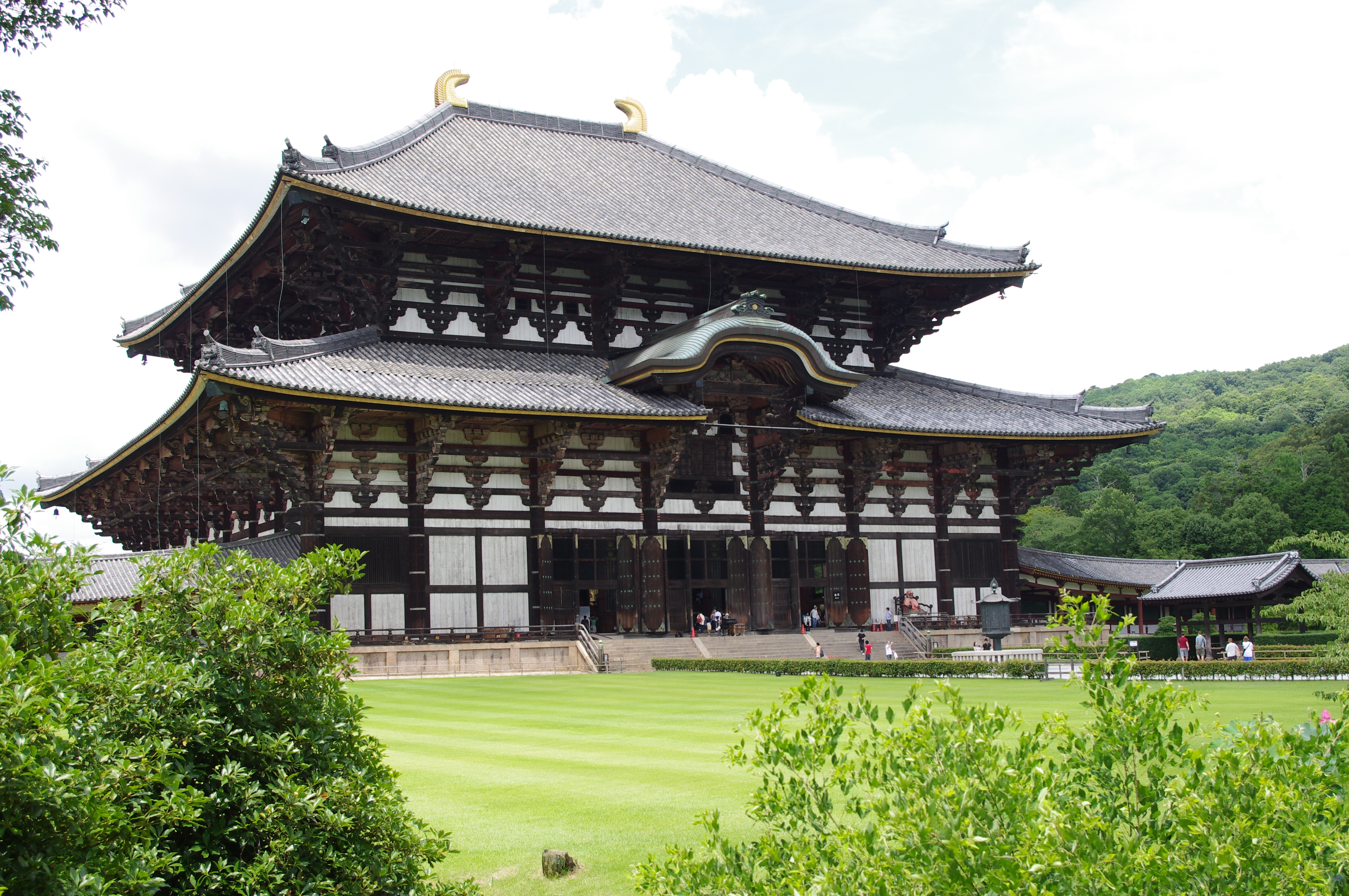
Le Daibutsuden du Tōdai-ji.

En plus de l'octroi d'exonérations fiscales, les nobles japonais prennent d'autres mesures sans précédent en réponse aux effets de l'épidémie pour aider à endiguer une migration de population généralisée et à revigorer les communautés agricoles. Plusieurs années après la fin de l'épidémie de variole, par exemple, les dirigeants japonais tentent de stimuler la productivité agricole en offrant la propriété foncière privée à ceux qui souhaitent travailler des terres agricoles.
À cette époque également, l'empereur Shōmu, qui se sent personnellement responsable de la tragédie, accroit considérablement le soutien officiel au bouddhisme en commandant la construction du grand temple Tōdai-ji et son Daibutsu, et fournit un soutien financier important pour la construction d'autres temples provinciaux (les kokubun-ji, 国分寺), des statues et des structures religieuses connexes dans tout le pays,. Le coût pour lancer le Daibutsu seul aurait failli mettre le pays en faillite.

### À plus long terme
Au cours des siècles suivants, le Japon continue à connaître des épidémies de variole. Six épidémies majeures sont mentionnées au cours du Xe siècle, mais au début du IIe millénaire, la variole devient endémique à la population japonaise et donc moins dévastatrice lors des épidémies. 
Les différentes épidémies (variole et autres) de l'ère prémoderne du Japon tuent non seulement une grande partie de la population, mais elles provoquent également d'importants bouleversements, migrations et déséquilibres de la main-d'œuvre dans tout le Japon. Les secteurs de la construction et de l'agriculture, en particulier la culture du riz, sont très touchés. 
En 982, l'ouvrage médical japonais Ishinpō mentionne des hôpitaux d'isolement pour varioleux, plusieurs siècles avant les premiers établissements européens de même genre, consacrés à la variole. Ce texte propose aussi contre la variole un « traitement rouge » qui se répand dans le monde entier et qui a persisté jusqu'au XXe siècle. Ce traitement consiste à porter des vêtements rouges, et à tapisser de papier rouge la chambre des varioleux. 
En Europe, le traitement rouge est adopté par les rois atteints de variole, tels Charles V le Sage en France et Élisabeth Ire en Angleterre. En 1901, Niels Ryberg Finsen, prix Nobel de médecine en 1903 pour ses travaux sur les ultraviolets (PUVA-thérapie), proclame que  les cicatrices de la variole peuvent être soignées par la lumière rouge (« érythrothérapie »). Quoique critiquée dès le départ comme inutile, l'érythrothérapie sera tentée jusque dans les années 1930.